# Bronchopneumopathie chronique obstructive du mineur de fer
La bronchopneumopathie chronique obstructive du mineur de fer est reconnue comme maladie professionnelle dans certains pays, sous conditions.
Ce sujet relève du domaine de la législation sur la protection sociale et a un caractère davantage juridique que médical. Pour la description clinique de la maladie se reporter à l'article suivant :

## Législation enFrance

### Régime général
| Fiche Maladie professionnelle | Fiche Maladie professionnelle | Fiche Maladie professionnelle |
| Ce tableau définit les critères à prendre en compte pour que la bronchopneumopathie chronique obstructive du mineur de fer soit prise en charge au titre de la maladie professionnelle | Ce tableau définit les critères à prendre en compte pour que la bronchopneumopathie chronique obstructive du mineur de fer soit prise en charge au titre de la maladie professionnelle | Ce tableau définit les critères à prendre en compte pour que la bronchopneumopathie chronique obstructive du mineur de fer soit prise en charge au titre de la maladie professionnelle             |
| Régime Général. Date de création : 22 mai 1996 | Régime Général. Date de création : 22 mai 1996 | Régime Général. Date de création : 22 mai 1996 |
| Tableau N° 94 RG | Tableau N° 94 RG | Tableau N° 94 RG |
| Bronchopneumopathie chronique obstructive du mineur de fer | Bronchopneumopathie chronique obstructive du mineur de fer | Bronchopneumopathie chronique obstructive du mineur de fer |
| --- | --- | --- |
| Désignation des Maladies | Délai de prise en charge | Liste Indicative des principaux travaux susceptibles de provoquer ces maladies |
| Bronchopneumopathie chronique obstructive entraînant une insuffisance respiratoire chronique. Elle est caractérisée par l'association de signes cliniques tels que dyspnée, toux, hypersécrétion bronchique et d'un syndrome ventilatoire de type obstructif avec un volume expiratoire maximum seconde (VEMS) abaissé au jour de la déclaration d'au moins 30 % par rapport à la valeur moyenne théorique. Cet abaissement doit être constaté en dehors de tout épisode aigu. | 10 ans (sous réserve d'une durée d'exposition de 10 ans) | Travaux au fond dans les mines de fer et travaux de concassage exposant à l'inhalation de poussières ou de fumées d'oxyde de fer, notamment extraction, broyage et traitement des minerais de fer. |
| Date de mise à jour : | | |